# شهنواز بوتو
شهنواز بوتو (زاده ۲۱ نوامبر ۱۹۵۸ - درگذشته ۱۸ ژوئیه ۱۹۸۵؛ سندی: شاهنواز ڀٽو) فرزند ذوالفقار علی بوتو (رئیس‌جمهور ونخست‌وزیر پاکستان از ۱۹۷۱ تا ۱۹۷۷) و نصرت بوتو بود. شهنواز بوتو کوچکترین فرزند از میان چهار فرزند بوتو بود. شهنواز در پاکستان در مدرسه بین‌المللی اسلام‌آباد تحصیل کرد و در ۱۹۷۶ میلادی پس از فارغ‌التحصیلی، به خارج از کشور رفت.
شهنواز هنگامی که رژیم نظامی ضیاء الحق پدرش را در سال ۱۹۷۹ اعدام کرد، در سوئیس تحصیل می‌کرد. پیش از اعدام، شهنواز و برادر بزرگتر خود مرتضی بوتو برای نجات جان پدرشان یک کارزار بین‌المللی راه انداختند، اما فایده ای نداشت و بوتو اعدام شد.
مرتضی بوتو و شهنواز بوتو با دو خواهر ازدواج کردند. پس از اتهام درگیری همسر شهنواز، ریحانه در قتل شهنواز، مرتضی بوتو نیز از همسرش طلاق گرفت.
در ۱۸ ژوئیه ۱۹۸۵، جسد شهنواز ۲۶ ساله در نیس فرانسه پیدا شد. خانواده بوتو قاطعانه اعتقاد داشتند که وی مسموم شده‌است. هیچ‌کس به جرم قتل محاکمه نشد اما همسر افغان شهنواز، ریحانه، توسط مقامات فرانسوی مظنون به حساب آمد و مدتی در بازداشت آنها ماند. وی مقصر شناخته نشد و بعداً به آمریکا رفت. رسانه‌های پاکستانی تحت کنترل ضیاء الحق مرگ وی را به سوء مصرف مواد مخدر و سوءمصرف الکل نسبت دادند.
مراسم تشییع جنازه شهنواز به نمایشی از مخالفت با حکومت نظامی ضیا تبدیل شد. این مراسم در استادیوم ورزشی لارکانا با حضور حدود ۲۵۰۰۰ نفر برگزار شد.
دختر شهنواز، ساسی بوتو به همراه مادرش در ایالات متحده زندگی می‌کند.